# Julius Matula
Julius Matula (28. října 1943, Piešťany — 14. května 2016 Bratislava) byl československý filmový režisér a scenárista (věnoval se i dabingu) a mistr sportu v moderním pětiboji.

## Moderní pětiboj
- mistr Československa
- 1962–1967: reprezentant Československa
- 1966: mistr sportu

## Filmografie
- Corpus delicti (1991) – herec
- Volná noha (1989) – režie, scénář
- Nebojsa (1988) – režie, scénář
- Stupně poražených (1988) – režie, námět, scénář
- Hauři (1987) – režie, scénář
- Bloudění orientačního běžce (1986) – režie, scénář
- Muž na drátě (1985) – režie, scénář
- Kariéra (1984) – režie, scénář
- Poslední vlak (1982) – režie
- Nevěsta k zulíbání (1980) – režie
- Indiáni z Větrova (1979) – režie, scénář
- Řeknem si to příští léto (1977) – režie, scénář
- Motiv pro vraždu – díl 1. Víkend (1974) – režie
- 5× trenér (1972) – režie, scénář
- Som prekliaty fotograf (1969) – režie, scénář
- Čo ja o tom viem alebo Záznam o sklamaní (1968, studentský film)
- Moja teta Vincenzia (dokumentární film) – režie, scénář

## Filmografia (dabing)[1]
- Tom a Jerry ve filmu (1992) – Dialogy a režie (kinodabing)
- Dobrodruzi z velkoměsta (1991) – Úprava a režie českého znění (kinodabing)
- Power Rangers: Film (1995) – Režie českého znění